# 15675 Goloseevo
15675 Goloseevo è un asteroide della fascia principale. Scoperto nel 1978, presenta un'orbita caratterizzata da un semiasse maggiore pari a 2,7750019 au e da un'eccentricità di 0,1091319, inclinata di 3,95084° rispetto all'eclittica.
L'asteroide è dedicato all'osservatorio astronomico principale dell'Accademia Nazionale delle Scienze dell'Ucraina situato nella foresta Goloseevo, da qui il nome informale di osservatorio Goloseevo.